# Poltys idae
Poltys idae är en spindelart som först beskrevs av Anton Ausserer 1871.  Poltys idae ingår i släktet Poltys och familjen hjulspindlar. Inga underarter finns listade i Catalogue of Life.